# Желтороссия
Желторо́ссия — несостоявшийся колониальный проект Российской империи, который рассматривался на рубеже XIX—XX веков. 
Понятие Желтороссия в 1905 году впервые употребил журналист Илья Левитов, который писал: «Под Желтороссией я понимаю пространство, в котором русский элемент смешивается с жёлтой расой, особенно то, которое простирается от Байкала к Тихому океану. Это пространство как бы изолировано от России и имеет с ней нечто общее».
Предполагалось отторжение от ослабевшего Цинского Китая части его северо-восточных земель, в частности Маньчжурии, и их русификация, как за счёт переселения русских казаков и крестьян, так и за счёт массового обращения местного китайского населения в христианство.
После Русско-китайской конвенции 1898 года Россия получила в своё пользование Квантунскую область, построила Китайско-Восточную железную дорогу (КВЖД) и Южно-Маньчжурскую железную дорогу, получив также в своё управление полосу отчуждения этих железных дорог. Были основаны в значительной степени русифицированные города Харбин и Дальний, в 1901 году начато амбициозное строительство военно-морской базы в Порт-Артуре. В 1900 году после подавления восстания ихэтуаней, Маньчжурия была оккупирована русскими войсками.
Однако цели России вошли в противоречие с интересами Японии, заявившей имперские притязания на те же самые территории. По итогам русско-японской войны российский экспансионистский проект на Дальнем Востоке провалился окончательно; Россия потеряла Порт-Артур, уступив Японии также право аренды Ляодунского полуострова и Южно-Маньчжурскую железную дорогу.
В 1932 году японские власти основали в Маньчжурии марионеточное государство Маньчжоу-го, в состав которого был включён и Харбин. В 1935 году СССР продал Японии КВЖД.